# Shirat Ha'Sirena
Širat ha-sirena (שירת הסירנה) je izraelský hraný film z roku 1994, který režíroval Eytan Fox podle stejnojmenného románu Irity Linurové.

## Děj
Začíná válka v Perském zálivu, ale reklamní ředitelka Talila Katz v Tel Avivu řeší spíš to, že se právě zbavila svého machistického přítele a potkala pohledného Noaha. Se svým novým vztahem si není jistá a příliš jí nepomáhá ani rodina. Na jedné straně ji její rodiče tlačí k tomu, aby se už provdala, na druhou stranou ji sestra od brzké svatby zrazuje.

## Obsazení
| Dalit Kahan   | Talila Katz     |
| Boaz Gur-Lavi | Noah Ne'eman    |
| Ja'ir Lapid   | Ofer Strassberg |
| Avital Dicker | Dana            |
| Yaffa Yarkoni | Talilina matka  |